# Begraafplaatsen van Delft

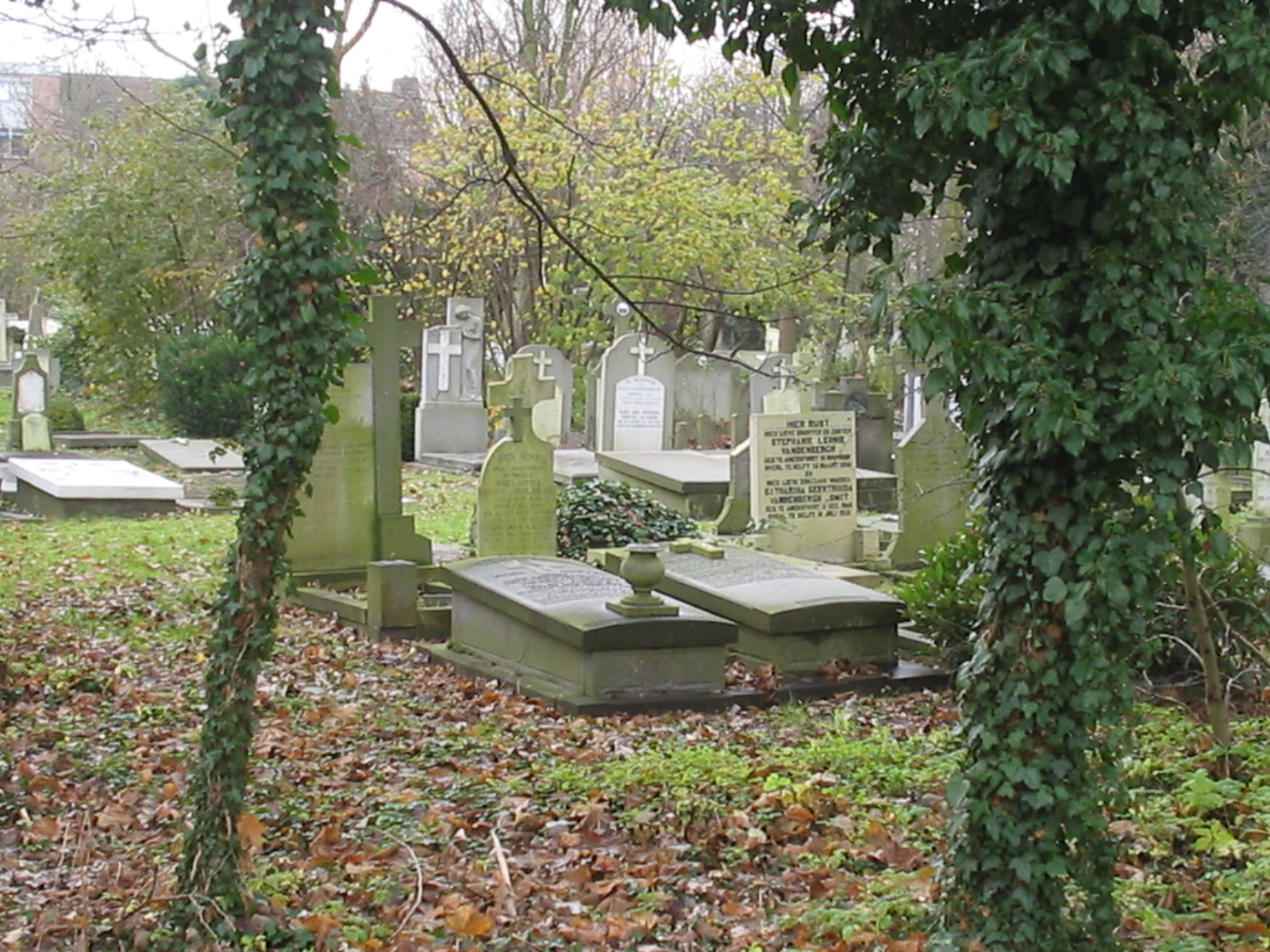
Begraafplaats Kanaalweg

In de stad Delft zijn vijf bekende en minder bekende begraafplaatsen:
- Algemene begraafplaats Jaffa
- Algemene begraafplaats De Iepenhof
- RK Begraafplaats Kanaalweg
- Joodse begraafplaats
- De grafkelder van de Koninklijke Familie

## Geschiedenis
De eerste gemeentelijke begraafplaats werd ingericht op de plaats waar nu het "Kalverbos" is. Dit was in 1827 toen er een verbod kwam op het begraven in kerken. Op deze plek is nog steeds het graf van Naundorff te vinden. Toen deze begraafplaats in 1869 vol raakte, werd begraafplaats Jaffa in de Wippolder in gebruik genomen. In 1969 werd De Iepenhof in gebruik genomen. 
Verder kent Delft een r.-k. begraafplaats. Deze begraafplaats met de naam Kanaalweg was in gebruik van 1829 tot 1969. Ook heeft Delft nog een kleine Joodse begraafplaats aan de Vondelstraat/Geertruyt van Oostenstraat.
In 1584 werd Willem van Oranje bijgezet in een grafkelder van de Nieuwe Kerk in Delft. Sindsdien geldt deze kelder als laatste rustplaats voor leden van het Nederlandse koningshuis.